# ポリアフ

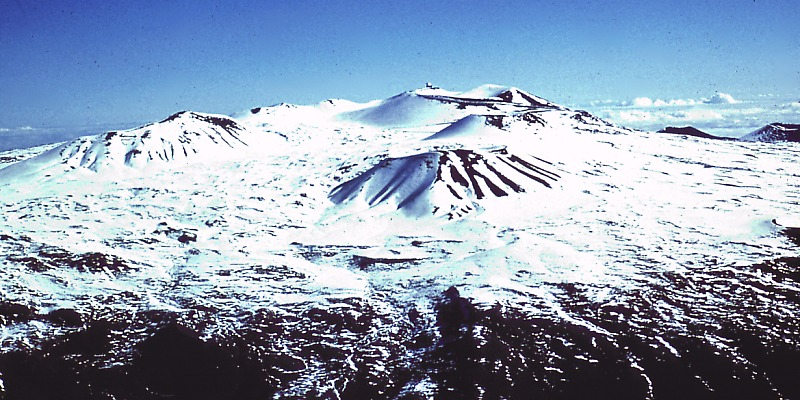
冬のマウナ・ケアの山頂

ポリアフ（ハワイ語: Poliʻahu）とは、ハワイ神話に登場する雪の女神である。ハワイ島の山マウナ・ケアに住むとされている。この山は、冬になると山頂が雪で覆われることから「白い山（マウナ・ケア）」と呼ばれている。ポリアフは火山の女神ペレとしばしば敵対しているが常にポリアフが勝利するという。
ポリアフは四姉妹の一柱で、他の三柱は霧の女神リリノエ、湖の女神ワイアウ、ハレアカラの雪の女神カホウポカネである。リリノエとワイアウも雪の女神とされることがある。

## 伝説
ポリアフに関する伝説は主に次の2つが残っている。

### アイウォヒクプア

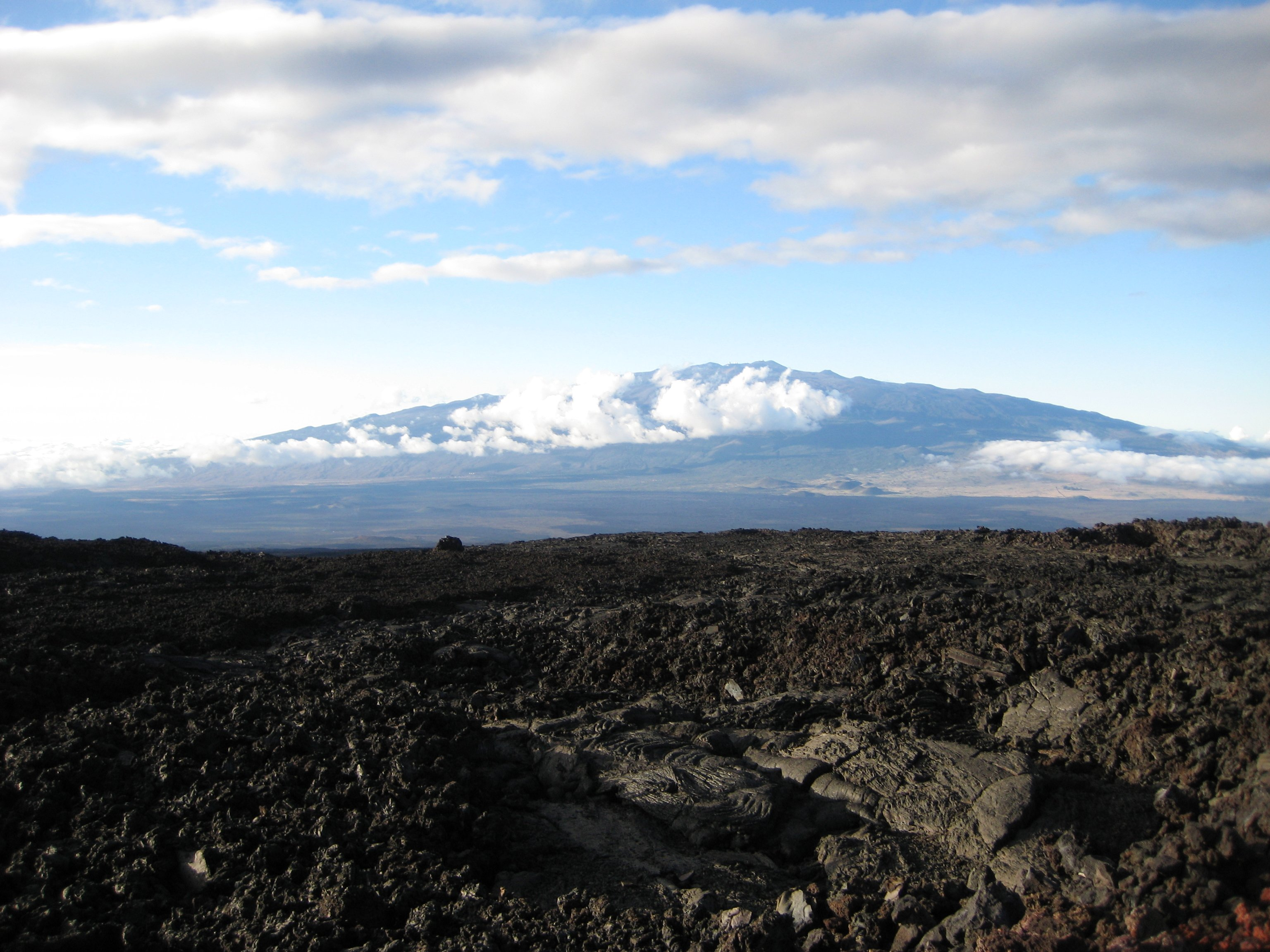
マウナ・ケア

あるときポリアフはアリイ（王族・酋長）のアイウォヒクプア（アイヴォヒクプア、アイオヒクプアとも。Aiwohikupua）に出会う。2人は恋に落ち、彼は彼女を彼の故国カウアイ島へと連れて帰る。されどそこで彼女は、彼がすでに別の女性――マウイ島の王女ヒナイカマラマ (Hinaikamalama) と婚約していたことを知ってしまう。ポリアフは失望して彼の元を去るが、彼女は二人に呪いをかけてしまう。アイウォヒクプアとヒナイカマラマが抱擁するたびに冷気に襲われるようになり、ついにヒナイカマラマは音を上げ、アイウォヒクプアの元から去っていった。

### ペレとの対決
ポリアフはマウナ・ケアの東の山腹で人間たちとともに暮らしていた。ある日、人間たちとホールア（ハワイのソリ）で滑っていたとき、謎の美人が現れ、そりすべりに参加し、ポリアフに勝負を挑んできた。その余所者はホールアを持っておらず、ポリアフが不利になるような1台を借りた。

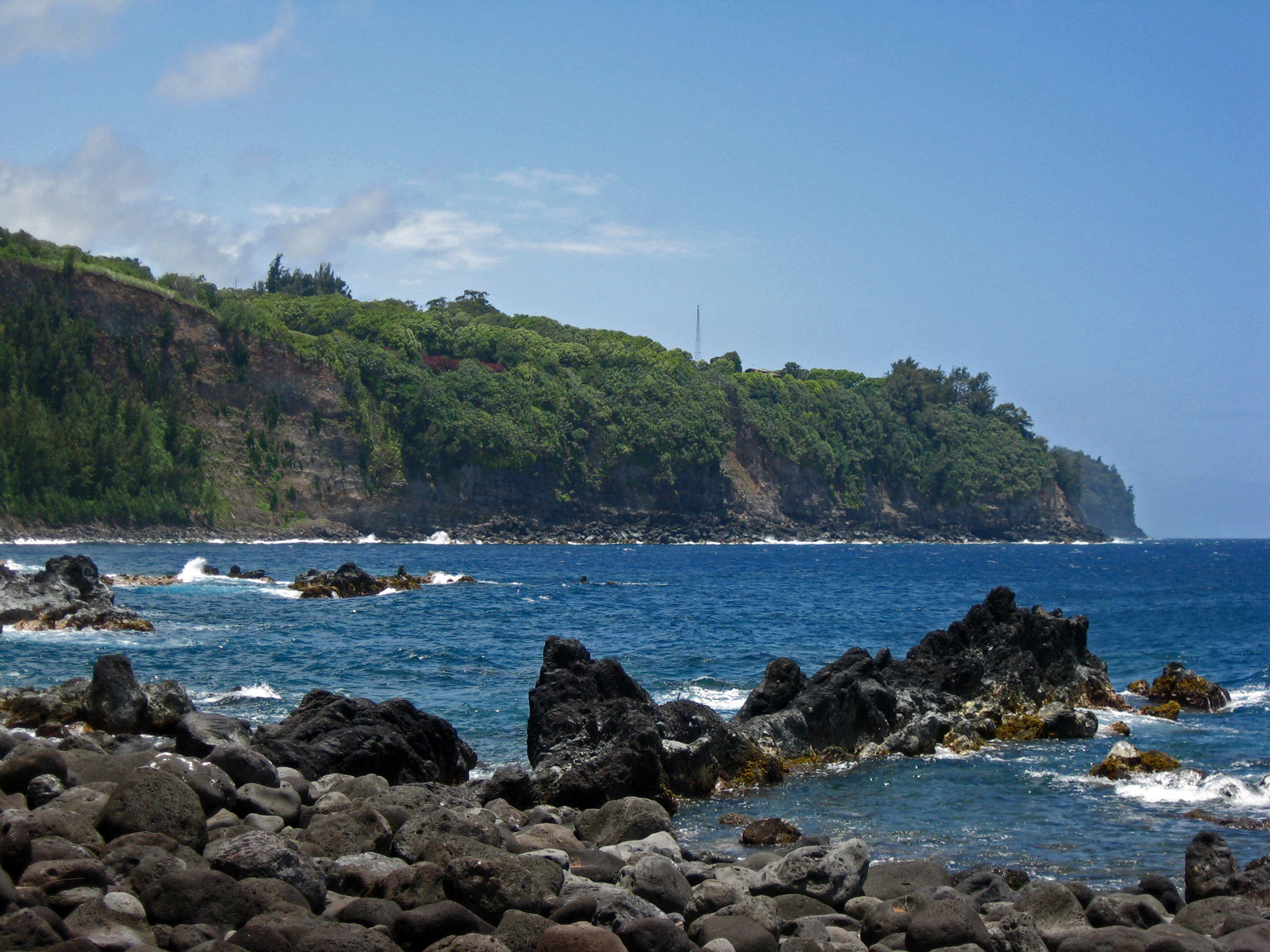
ラウパーホエホエからの風景

最初の競争で、ポリアフは挑戦者をあっさりと抜き去った。ポリアフは寛大にも、挑戦者と互いのホールアを交換することに応じた上で、再度競争し、またもや勝利を収めた。3度目の競争において、挑戦者はポリアフを妨害しようと、その眼前に溶岩流を展開し、その正体が火山の女神ペレであったことを露呈した。
ポリアフはペレの攻撃に動揺しつつも、山頂へと駆け上がった。一度落ち着きを取り戻してから、溶岩に雪をぶつけて凍らせ、溶岩を島の南端に閉じ込めた。ハワイ島北部のラウパーホエホエ（「ハマクア」を参照）の溶岩台地はこの時に生まれたという。
今日では、ペレはハワイ島の南半分であるキーラウエア山とマウナ・ロアを支配しているが、島の北側はポリアフの支配下にあるという。